# 莱维科泰尔梅
莱维科泰尔梅（義大利語：Levico Terme），是意大利特伦托自治省的一个市镇。总面积62.9平方公里，人口7409人，人口密度117.8人/平方公里（2009年）。ISTAT代码为022104。

## 友好城市
- 德国豪斯哈姆 1959年